# 폐절제술
폐절제술(肺切除術)은 폐를 제거하는 수술적 절차를 의미한다. 이 수술은 1933년 에버트 그레이엄 박사가 처음으로 성공했으며, 폐의 일부분만을 제거하는 폐엽절제술이나 폐구역절제술과는 개념적으로 다른 수술이다.
폐절제술에는 단순 폐절제술과 흉막외 폐절제술이 있다. 단순 폐절제술은 폐만을 제거하는 반면, 흉막외 폐절제술은 횡경막 일부와 흉막강, 그리고 해당 부위의 심낭막까지를 제거한다.

## 적응증
폐절제술의 가장 흔한 목적은 폐암의 종양 조직을 제거하는 것이다. 그 외에도 폐의 외상, 기관지확장증, 결핵, 선천적 기형, 그리고 진균 감염의 치료를 위해 시행된다.

## 금기사항

### 검사
폐절제술을 시행하게 되면 환자의 폐활량이 감소하기 때문에 수술 시행 전, 다양한 검사들을 통해 환자 생존율을 확인해야 한다. 만약 가능하다면 폐기능 검사 (PFT, pulmonary function test)가 진행되며, 그 중에서도 1초 강제 호기량(FEV1, forced expiratory volume)과 폐확산능력(DLCO, diffusion capacity of the lungs)은 환자의 생존율을 가장 잘 나타내는 지표로 알려져 있다. 이 외에도 최대 산소 소비량을 측정할 수 있는 심폐기능운동부하검사, 계단 오르기, 셔틀 보행 검사, 그리고 6분 걷기 검사도 폐절제술이 효과적일 지를 예측할 수 있는 척도로 활용되고 있다.

### 병리적 금기사항
판막 질환, 중증의 폐고혈압, 심실부전, 폐암의 내장 및 늑골에의 전이, 그리고 대측성 혈흉은 폐절제술의 금기적 질환이다.

## 수술적 접근
네번째와 다섯번째 늑골간을 통한 외측 흉벽절제술은 가장 흔한 폐절제술의 수술적 접근이다. 염증과 감염이 발생하여 늑간이 좁아져 있다면 다섯번째 늑간은 수술적 편의를 위해 제거되어야 할 수도 있다.
이미 진행된 악성 혹은 양성 종양의 경우에는 안전하고 수술 후 사망률이 낮은 흉강 내시경술 (VATS, video-assisted thorascopic surgey)로 폐절제술이 진행된다.
로봇 폐절제술은 안전하고 수술 후 사망률을 낮추기며 개흉술을 대체하는 합리적인 방법이다. 로봇의 섬세한 기술로 중한 합병증 없이 수술의 대부분의 과정들이 진행될 수 있다.

## 해부학적 변화
폐절제술이 시행된 후에는 달라진 해부학적 구조로 인해 흉강에 변화가 생긴다. 남아 있는 폐는 과팽창하면서 이제는 비워진 공간으로 심장과 함께 편위된다. 수술 직후에 이 비워진 공간은 공기로 가득 차지만 시간이 지나면서 공기는 흡수되고 체액이 그 자리를 대신한다. 이 잔여 공간을 차지하는 체액은 서서히 단백질성 젤라틴 성분을 띄게 되고 흉곽의 구조는 약간 무너지게 된다.

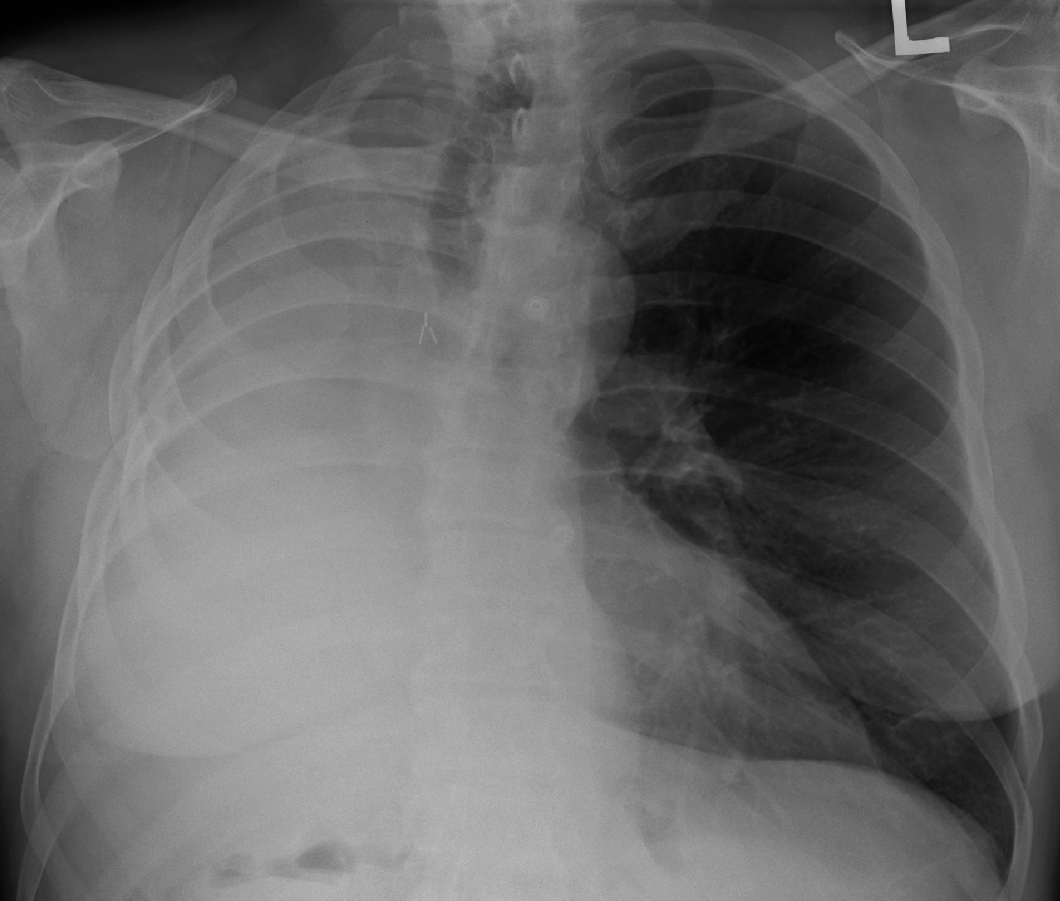
우측 폐를 절제한 환자의 흉곽 엑스레이 사진. 체액이 폐의 자리를 대체한 것을 확인할 수 있음.

## 한쪽 폐로 살아가기
콩팥의 경우와 마찬가지로 한쪽 폐로 살아가는 것도 가능하다. 비록 폐는 간처럼 재생될 수 없지만 천천히, 그리고 조금씩 남아 있는 폐를 확장하면서 감소된 폐활량은 보상될 수 있다. 실제로 폐절제술 후 환자들은 이전 폐 기능의 70-80%를 회복한다. 심폐 기능만 적절하게 유지된다면, 수술 후에도 마라톤과 같은 운동을 할 수 있을 만큼 환자들은 정상적인 생활에 가까운 삶을 되찾을 수 있다.

## 합병증
가장 흔한 폐절제술의 합병증은 다음과 같다 :
- 심부전[12]
- 폐렴, 무기폐, 호흡 부전과 같은 폐 합병증[13]
- 기관지흉막루[14]
- 횡경막, 간, 비장 혹은 큰 정맥 손상
- 폐절제술 후 폐부종[15]
- 폐절제술 후 심장 탈장[16]

## 역사

폐절제술에서 제거된 폐

### 선구적 수술들
- 1895 : 결핵과 폐기종을 앓는 환자에게 William Macewen이 적용한 첫 다단계 폐절제술
- 1912 : Hugh Morriston Davies의 첫 폐 해부 절제술[17]
- 1918 : Harold Brunn의 폐절제술 첫 성공[18]
- 1931 : Rudolph Nissen의 흉부의 압박 손상을 입은 환자에게의 두 단계 폐절제술 성공
- 1933 : Graham과 Singer의 첫 단일 단계 폐절제술 성공[19]
- 1939 : Churchill과 Belsey의 첫 구역절제술[20]

## 도움 자료
- 인공 호흡기
- 수술 절차 목록